# Měchenice
Měchenice (Duits: Miechenitz) is een Tsjechische gemeente in de regio Midden-Bohemen, en maakt deel uit van het district Praha-západ.
Het bevindt zich op de linkeroever van de Moldau nabij de monding van de Bojovský potok. Ten noorden ervan rijst de Chlumík-heuvel op (348 m). 
Měchenice telt 606 inwoners.
Bojanovice ·
Bratřínov ·
Březová-Oleško ·
Buš ·
Černolice ·
Černošice ·
Červený Újezd ·
Číčovice ·
Čisovice ·
Davle ·
Dobrovíz ·
Dobříč ·
Dobřichovice ·
Dolní Břežany ·
Drahelčice ·
Holubice ·
Horoměřice ·
Hostivice ·
Hradištko ·
Hvozdnice ·
Choteč ·
Chrášťany ·
Chýně ·
Chýnice ·
Jeneč ·
Jesenice ·
Jílové u Prahy ·
Jíloviště ·
Jinočany ·
Kamenný Přívoz ·
Karlík ·
Klínec ·
Kněževes ·
Kosoř ·
Kytín ·
Lety ·
Libčice nad Vltavou ·
Libeř ·
Lichoceves ·
Líšnice ·
Měchenice ·
Mníšek pod Brdy ·
Nučice ·
Ohrobec ·
Okoř ·
Okrouhlo ·
Ořech ·
Petrov ·
Pohoří ·
Průhonice ·
Psáry ·
Ptice ·
Roblín ·
Roztoky ·
Rudná ·
Řevnice ·
Řitka ·
Slapy ·
Statenice ·
Středokluky ·
Svrkyně ·
Štěchovice ·
Tachlovice ·
Trnová ·
Třebotov ·
Tuchoměřice ·
Tursko ·
Úholičky ·
Úhonice ·
Únětice ·
Velké Přílepy ·
Vestec ·
Vonoklasy ·
Vrané nad Vltavou ·
Všenory ·
Zahořany ·
Zbuzany ·
Zlatníky-Hodkovice ·
Zvole